# Linda Estrella, Zongolica
Linda Estrella är en ort i Mexiko.   Den ligger i kommunen Zongolica och delstaten Veracruz, i den sydöstra delen av landet, 250 km öster om huvudstaden Mexico City. Linda Estrella ligger 1 194 meter över havet och antalet invånare är 239.
Terrängen runt Linda Estrella är bergig österut, men västerut är den kuperad. Runt Linda Estrella är det ganska tätbefolkat, med 222 invånare per kvadratkilometer. Närmaste större samhälle är Cuichapa, 8,4 km norr om Linda Estrella. I omgivningarna runt Linda Estrella växer i huvudsak städsegrön lövskog.